# Zöld Sándor
 Zöld Sándor (Nagyvárad, 1913. május 19. – Budapest, 1951. április 20.) magyar orvos, kommunista politikus, belügyminiszter.

## Élete, politikai pályafutása
Id. Zöld Sándor és Kubányi Anna gyermekeként született. Apja cipész- és kőművesmunkával tartotta el családját. Szüleivel a trianoni békeszerződés után áttelepült Magyarországra, Berettyóújfaluban telepedtek le. Az érettségi után beiratkozott a debreceni Magyar Királyi Tisza István Tudományegyetem orvoskarára, 1939-ben szerzett diplomát. Tanulmányai kezdetén, 1932-ben Kállai Gyula beszervezte az illegális kommunista pártba. Bekapcsolódott a hivatalos ifjúsági mozgalmakba, 1933-ban a Bihar vármegyei egyetemi hallgatók Tisza István Köre titkárává választották; munkája nyomán 1936-ban sikerült baloldali fordulatot elérni az egyetemi Turul Szövetségben; az egyetemi reformmozgalom résztvevője.
1937-ben a Debreceni Egyetemi Kör nevében ő írta alá a Márciusi Fronthoz való csatlakozásról szóló nyilatkozatot. Szerkesztette a Tovább című folyóiratot. 1942-től a berettyóújfalui kórház orvosa (később egy ideig a kórház Zöld Sándor nevét viselte). A nyilas hatalomátvételt követően rövid időre illegalitásba vonult.
1944. november 18-án kinevezték Bihar vármegye főispánjává. 1944 decemberében tagja lett az Ideiglenes Nemzetgyűlésnek, ettől kezdve haláláig parlamenti képviselő. December 3-ától 1945. július 15-éig az Ideiglenes Nemzeti Kormány belügyi politikai államtitkára. 1945 márciustól az MKP Központi Vezetősége közigazgatási és közgazdasági osztályvezetője. 1946 novemberében Szegedre helyezték, ahol a városi pártbizottság titkára. Az MDP 1948. júniusi, alakuló kongresszusán az egyesített párt Központi Vezetősége póttagjává választották, 1949 szeptembertől rendes tag, 1950 májusától a Politikai Bizottság tagja.
1948. október 30-án adminisztratív államtitkárként visszakerült a Belügyminisztériumba. Kádár János felmentése után, 1950. június 23-án őt nevezték ki belügyminiszterré.
Az MDP PB 1951. április 19-én tartott ülésén Rákosi Mátyás élesen megbírálta a tárca működését, és elítélte Zöld Sándort a Márciusi Frontban vállalt szerepe, időközben letartóztatott „hazai” kommunistákhoz fűződő baráti kapcsolatai miatt. Az ülés másnapján egész családjával együtt holtan találták, a hivatalos tájékoztatás szerint végzett két gyermekével, feleségével és édesanyjával, majd öngyilkos lett. Még aznap, de már halála után mentették fel belügyminiszteri tisztéből, és párttisztségeitől is megfosztották. Hamvait 1957. június 1-jén a Kerepesi temetőben díszsírhelyre temették, de a történtek pontos tisztázása elmaradt.

## Művei
- A helyi tanácsok feladatai. A tanácsválasztás kérdései; MDP, Bp., 1950
- A helyi tanácsok megalakulása, működése és szerepe a keleteurópai népi demokratikus országokban; kidolg. Központi Előadói Iroda "Nemzetközi kérdések" munkaközössége, vezető Berei Andor, ea. Zöld Sándor; Szikra, Bp., 1951 (A Magyar Dolgozók Pártja Központi Előadói Irodájának előadásai)